# Oleksij Tereščenko
Oleksij Mykolajovyč Tereščenko (ukrajinsky Олексій Миколайович Терещенко; rusky Алексей Николаевич Терещенко, Alexej Nikolajevič Těreščenko; * 20. ledna 1963 Jermak) je bývalý sovětský a ukrajinský fotbalový obránce či záložník. Má ukrajinské a od roku 2003 také polské občanství.

## Fotbalová kariéra
Hrál za několik ukrajinských (např. Poltava, Cherson, Novaja Kachovka či Kryvyj Rih) a krátce v lotyšských mužstvech. Poté se přesunul do Polska.
Nejvyšší soutěž hrál v Polsku a České republice.

## Ligová bilance
| Ročník              | Zápasy | Góly | Minuty | Klub                |
| ------------------- | ------ | ---- | ------ | ------------------- |
| Ekstraklasa 1991/92 | 28     | 1    | –      | Stal Mielec         |
| Ekstraklasa 1992/93 | 25     | 0    | –      | Stal Mielec         |
| Ekstraklasa 1993/94 | 32     | 0    | –      | Stal Mielec         |
| Ekstraklasa 1994/95 | 21     | 0    | 1 822  | Olimpia Poznaň      |
| 1995/96             | 25     | 0    | 2 089  | Uherské Hradiště    |
| Ekstraklasa 1997/98 | 18     | 0    | –      | Dyskobolia Grodzisk |
| CELKEM 1. LIGA      | 149    | 1    | –      |                     |